# Jindřich Václav Minsterberský
Jindřich Václav Minsterberský (7. října 1592 Olešnice – 21. srpna 1639 Zbytová) byl minsterberský a olešnický kníže z minsterberské větve rodu pánů z Poděbrad.

## Život
Byl synem minsterbersko-olešnického knížete Karla II. Patřil k vůdcům protestantské strany ve Slezsku, byl stoupenec saské politiky a interpozičního hnutí.
V době českého stavovského povstání na rozdíl od jiných protestantských aristokratů nejevil přílišnou víru ve vítězství protihabsburského tábora. Po bitvě na Bílé hoře otevřeně vystoupil proti plánům na pokračování odboje a podařilo se mu pro tento názor získat i většinu slezského sněmu, který vyzval Fridricha Falckého, aby opustil Slezsko. Jeho aktivita slavila úspěch, když se mu v roce 1621 podařilo vyjednat tzv. Drážďanský akord, který (s výjimkou Krnovska) zajišťoval beztrestnost slezských protestantských stavů a zároveň potvrzoval všechny slezské zemské svobody a dosavadní náboženská práva. V roce 1635 úspěšně zprostředkoval mír mezi Habsburskou monarchií a Saskem.
Byl dvakrát ženatý. Poprvé se oženil s Annou Magdalenou z Wittelsbachu. Po její smrti v roce 1630 uzavřel v roce 1636 druhý (nerovný) sňatek s prostou šlechtičnou Annou Voršilou z Rybnice. Jeho manželka byla 16. ledna 1637 v Řezně povýšena římskoněmeckým králem Ferdinandem III. na kněžnu von Bernstadt. Zatímco první manželství bylo bezdětné, z druhého manželství se narodila dcera Anna Alžběta a dva synové neznámých jmen. Všechny tři děti zemřely v dětském věku. Zemřel 21. srpna 1639 ve Zbytové a byl pochován v Bierutově. Teprve o dva roky později (30. října 1641) byly jeho ostatky převezeny a pohřbeny v olešnické knížecí hrobce.